# Olimpiai érmesek listája evezésben (nők)
Ez a lap a női olimpiai érmesek listája evezésben 1976-tól 2020-ig.

## Éremtáblázat
(A táblázatokban Magyarország és a rendező nemzet sportolói eltérő háttérszínnel, az egyes számoszlopok legmagasabb értéke vagy értékei vastagítással kiemelve.)
| A nyári olimpiai játékok éremtáblázata női evezésben | A nyári olimpiai játékok éremtáblázata női evezésben | A nyári olimpiai játékok éremtáblázata női evezésben | A nyári olimpiai játékok éremtáblázata női evezésben | A nyári olimpiai játékok éremtáblázata női evezésben | Olimpia  |
| ---------------------------------------------------- | ---------------------------------------------------- | ---------------------------------------------------- | ---------------------------------------------------- | ---------------------------------------------------- | -------- |
|                                                      | Ország                                               | Arany                                                | Ezüst                                                | Bronz                                                | Összesen |
| 1.                                                   | Románia (ROU)                                        | 18                                                   | 6                                                    | 7                                                    | 31       |
| 2.                                                   | NDK (GDR)                                            | 13                                                   | 3                                                    | 1                                                    | 17       |
| 3.                                                   | Németország (GER)                                    | 8                                                    | 6                                                    | 4                                                    | 18       |
| 4.                                                   | Kanada (CAN)                                         | 5                                                    | 6                                                    | 6                                                    | 17       |
| 5.                                                   | Egyesült Államok (USA)                               | 4                                                    | 10                                                   | 5                                                    | 19       |
| 6.                                                   | Nagy-Britannia (GBR)                                 | 4                                                    | 6                                                    | 2                                                    | 12       |
| 7.                                                   | Új-Zéland (NZL)                                      | 4                                                    | 3                                                    | 2                                                    | 9        |
| 8.                                                   | Bulgária (BUL)                                       | 3                                                    | 4                                                    | 5                                                    | 12       |
| 9.                                                   | Ausztrália (AUS)                                     | 3                                                    | 3                                                    | 5                                                    | 11       |
| 10.                                                  | Hollandia (NED)                                      | 2                                                    | 6                                                    | 7                                                    | 15       |
| 11.                                                  | Kína (CHN)                                           | 2                                                    | 4                                                    | 5                                                    | 11       |
| 12.                                                  | Fehéroroszország (BLR)                               | 2                                                    | 1                                                    | 4                                                    | 7        |
| 13.                                                  | Szovjetunió (URS)                                    | 1                                                    | 6                                                    | 4                                                    | 11       |
| 14.                                                  | Lengyelország (POL)                                  | 1                                                    | 2                                                    | 2                                                    | 5        |
| 15.                                                  | Ukrajna (UKR)                                        | 1                                                    | 1                                                    | 0                                                    | 2        |
| 16.                                                  | Csehország (CZE)                                     | 1                                                    | 0                                                    | 0                                                    | 1        |
| 16.                                                  | Olaszország (ITA)                                    | 1                                                    | 0                                                    | 0                                                    | 1        |
|                                                      |                                                      |                                                      |                                                      |                                                      |          |
| 18.                                                  | Az Orosz Olimpiai Bizottság versenyzői (ROC)         | 0                                                    | 2                                                    | 0                                                    | 2        |
| 19.                                                  | Dánia (DEN)                                          | 0                                                    | 1                                                    | 3                                                    | 4        |
| 20.                                                  | Belgium (BEL)                                        | 0                                                    | 1                                                    | 1                                                    | 2        |
| 20.                                                  | Franciaország (FRA)                                  | 0                                                    | 1                                                    | 1                                                    | 2        |
| 22.                                                  | Finnország (FIN)                                     | 0                                                    | 1                                                    | 0                                                    | 1        |
|                                                      |                                                      |                                                      |                                                      |                                                      |          |
| 23.                                                  | NSZK (FRG)                                           | 0                                                    | 0                                                    | 2                                                    | 2        |
| 23.                                                  | Litvánia (LTU)                                       | 0                                                    | 0                                                    | 2                                                    | 2        |
| 25.                                                  | Ausztria (AUT)                                       | 0                                                    | 0                                                    | 1                                                    | 1        |
| 25.                                                  | Egyesített Csapat (EUN)                              | 0                                                    | 0                                                    | 1                                                    | 1        |
| 25.                                                  | Görögország (GRE)                                    | 0                                                    | 0                                                    | 1                                                    | 1        |
| 25.                                                  | Írország (IRL)                                       | 0                                                    | 0                                                    | 1                                                    | 1        |
| 25.                                                  | Oroszország (RUS)                                    | 0                                                    | 0                                                    | 1                                                    | 1        |
|                                                      |                                                      |                                                      |                                                      |                                                      |          |
| Összesen                                             | Összesen                                             | 73                                                   | 73                                                   | 73                                                   | 219      |

## Aktuális versenyszámok

### Egypárevezős
| Olimpia                     | Arany                                            | Ezüst                                                          | Bronz                                            |
| 1976, Montréal részletek    | Christine Scheiblich · NDK (GDR)                 | Joan Lind · Egyesült Államok (USA)                             | Jelena Antonova · Szovjetunió (URS)              |
| 1980, Moszkva részletek     | Sanda Toma · Románia (ROU)                       | Antonyina Mahina · Szovjetunió (URS)                           | Martina Schröter · NDK (GDR)                     |
| 1984, Los Angeles részletek | Valeria Răcilă · Románia (ROU)                   | Charlotte Geer · Egyesült Államok (USA)                        | Ann Haesebrouck · Belgium (BEL)                  |
| 1988, Szöul részletek       | Jutta Behrendt · NDK (GDR)                       | Anne Marden · Egyesült Államok (USA)                           | Magdalena Georgieva · Bulgária (BUL)             |
| 1992, Barcelona részletek   | Elisabeta Oleniuc-Lipă · Románia (ROU)           | Annelies Bredael · Belgium (BEL)                               | Silken Laumann · Kanada (CAN)                    |
| 1996, Atlanta részletek     | Kacjarina Hadatovics · Fehéroroszország (BLR)    | Silken Laumann · Kanada (CAN)                                  | Trine Hansen · Dánia (DEN)                       |
| 2000, Sydney részletek      | Kacjarina Karszten · Fehéroroszország (BLR)      | Rumjana Nejkova · Bulgária (BUL)                               | Katrin Rutschow-Stomporowski · Németország (GER) |
| 2004, Athén részletek       | Katrin Rutschow-Stomporowski · Németország (GER) | Kacjarina Karszten · Fehéroroszország (BLR)                    | Rumjana Nejkova · Bulgária (BUL)                 |
| 2008, Peking részletek      | Rumjana Nejkova · Bulgária (BUL)                 | Michelle Guerette · Egyesült Államok (USA)                     | Kacjarina Karszten · Fehéroroszország (BLR)      |
| 2012, London részletek      | Miroslava Knapková · Csehország (CZE)            | Fie Udby Erichsen · Dánia (DEN)                                | Kim Crow · Ausztrália (AUS)                      |
| 2016, Rio részletek         | Kim Brennan · Ausztrália (AUS)                   | Gevvie Stone · Egyesült Államok (USA)                          | Tuan Csing-li (Duan Jingli) · Kína (CHN)         |
| 2020, Tokió részletek       | Emma Twigg · Új-Zéland (NZL)                     | Anna Prakatyeny · Az Orosz Olimpiai Bizottság versenyzői (ROC) | Magdalena Lobnig · Ausztria (AUT)                |

### Kétpárevezős
| Olimpia                     | Arany                                                               | Ezüst                                                              | Bronz                                                           |
| 1976, Montréal részletek    | Bulgária (BUL) · Szvetlana Ocetova · Zdravka Jordanova              | NDK (GDR) · Sabine Jahn · Petra Boesler                            | Szovjetunió (URS) · Eleonora Kaminskaitė · Genovaitė Ramoškienė |
| 1980, Moszkva részletek     | Szovjetunió (URS) · Jelena Hlopceva · Larisza Popova                | NDK (GDR) · Cornelia Linse · Heidi Westphal                        | Románia (ROU) · Olga Homeghi · Valeria Rosca Racila             |
| 1984, Los Angeles részletek | Románia (ROU) · Marioara Popescu · Elisabeta Oleniuc                | Hollandia (NED) · Greet Hellemans · Nicolette Hellemans            | Kanada (CAN) · Daniele Laumann · Silken Laumann                 |
| 1988, Szöul részletek       | NDK (GDR) · Birgit Peter · Martina Schröter                         | Románia (ROU) · Elisabeta Oleniuc-Lipă · Veronica Cogeanu          | Bulgária (BUL) · Sztefka Madina · Violeta Ninova                |
| 1992, Barcelona részletek   | Németország (GER) · Kerstin Köppen · Kathrin Boron                  | Románia (ROU) · Veronica Cochelea-Cogeanu · Elisabeta Oleniuc-Lipă | Kína (CHN) · Ku Hsziao-li · Lu Hua-li                           |
| 1996, Atlanta részletek     | Kanada (CAN) · Kathleen Heddle · Marnie McBean                      | Kína (CHN) · Csang Hszu-jün · Cao Mien-jing                        | Hollandia (NED) · Irene Eijs · Eeke van Nes                     |
| 2000, Sydney részletek      | Németország (GER) · Jana Thieme · Kathrin Boron                     | Hollandia (NED) · Pieta van Dishoeck · Eeke van Nes                | Litvánia (LTU) · Birutė Šakicskienė · Kristina Poplavskaja      |
| 2004, Athén részletek       | Új-Zéland (NZL) · Georgina Evers-Swindell · Caroline Evers-Swindell | Németország (GER) · Peggy Waleska · Britta Oppelt                  | Nagy-Britannia (GBR) · Sarah Winckless · Elise Laverick         |
| 2008, Peking részletek      | Új-Zéland (NZL) · Georgina Evers-Swindell · Caroline Evers-Swindell | Németország (GER) · Annekatrin Thiele · Christiane Huth            | Nagy-Britannia (GBR) · Elise Laverick · Anna Bebington          |
| 2012, London részletek      | Nagy-Britannia (GBR) · Anna Watkins · Katherine Grainger            | Ausztrália (AUS) · Kim Crow · Brooke Pratley                       | Lengyelország (POL) · Magdalena Fularczyk · Julia Michalska     |
| 2016, Rio részletek         | Lengyelország (POL) · Magdalena Fularczyk · Natalia Madaj           | Nagy-Britannia (GBR) · Victoria Thornley · Katherine Grainger      | Litvánia (LTU) · Donata Vištartaitė · Milda Valčiukaitė         |
| 2020, Tokió részletek       | Románia (ROU) · Nicoleta-Ancuţa Bodnar · Simona Radis               | Új-Zéland (NZL) · Brooke Donoghue · Hannah Osborne                 | Hollandia (NED) · Roos de Jong · Lisa Scheenaard                |

### Négypárevezős
- Kormányossal 1976–1984, kormányos nélkül 1988–

| Olimpia                     | Arany | Ezüst | Bronz |
| 1976, Montréal részletek    | NDK (GDR) · Anke Borchmann · Jutta Lau · Viola Poley · Roswietha Zobelt · Liane Weigelt                                  | Szovjetunió (URS) · Anna Kondrasina · Mira Brjunyina · Larisza Popova · Galina Jermolajeva · Nagyezsda Csernisova            | Románia (ROU) · Ioana Tudoran · Maria Micșa · Felicia Afrăsiloaie · Lázár Erzsébet · Elena Giurcă              |
| 1980, Moszkva részletek     | NDK (GDR) · Sybille Reinhardt · Jutta Ploch · Jutta Lau · Roswietha Zobelt · Liane Weigelt-Buhr                          | Szovjetunió (URS) · Antonyina Pusztovit · Jelena Matijevszkaja · Olga Vaszilcsenko · Nagyezsda Ljubimova · Nyina Cseremisina | Bulgária (BUL) · Mariana Serbazova · Rumeliana Boncseva · Doloresz Nakova · Anka Bakova · Anka Georgieva       |
| 1984, Los Angeles részletek | Románia (ROU) · Titie Taran · Anisoara Sorohan · Ioana Badea · Sofia Corban · Ecaterina Oancia                           | Egyesült Államok (USA) · Anne Marden · Lisa Rohde · Joan Lind · Virginia Gilder · Kelly Rickon                               | Dánia (DEN) · Hanne Eriksen · Birgitte Hanel · Charlote Koefoed · Bodil Steen Rasmussen · Jette Hejli Sørensen |
| 1988, Szöul részletek       | NDK (GDR) · Kerstin Foerster · Kristina Mundt · Beate Schramm · Jana Sorgers                                             | Szovjetunió (URS) · Irina Kalimbet · Szvitlana Mazij · Inna Frolova · Antonyina Dumcseva                                     | Románia (ROU) · Anişoara Bălan-Dobre · Anişoara Minea · Veronica Cogeanu · Elisabeta Oleniuc-Lipă              |
| 1992, Barcelona részletek   | Németország (GER) · Sybille Schmidt · Birgit Peter · Kerstin Müller · Kristina Mundt                                     | Románia (ROU) · Anişoara Bălan-Dobre · Doina Ignat · Constanța Burcică-Pipotă · Veronica Cochelea-Cogeanu                    | Egyesített Csapat (EUN) · Antonyina Dumcseva · Tetyana Usztyuzsanyina · Kacjarina Hadatovics · Jelena Hlopceva |
| 1996, Atlanta részletek     | Németország (GER) · Katrin Rutschow-Stomporowski · Jana Sorgers · Kerstin Köppen · Kathrin Boron                         | Ukrajna (UKR) · Olena Ronzsina · Inna Frolova · Szvitlana Mazij · Gyina Miftahutgyinova                                      | Kanada (CAN) · Laryssa Biesenthal · Diane O’Grady · Kathleen Heddle · Marnie McBean                            |
| 2000, Sydney részletek      | Németország (GER) · Manja Kowalski · Meike Evers · Manuela Lutze · Kerstin Kowalski                                      | Nagy-Britannia (GBR) · Guin Batten · Gillian Lindsay · Katherine Grainger · Miriam Batten                                    | Oroszország (RUS) · Okszana Dorodnova · Irina Fedotova · Julija Levina · Larisza Merk                          |
| 2004, Athén részletek       | Németország (GER) · Kathrin Boron · Meike Evers · Manuela Lutze · Kerstin El Qalqili                                     | Nagy-Britannia (GBR) · Alison Mowbray · Debbie Flood · Frances Houghton · Rebecca Romero                                     | Ausztrália (AUS) · Dana Faletic · Rebecca Sattin · Amber Bradley · Kerry Hore                                  |
| 2008, Peking részletek      | Kína (CHN) · Tang Pin (Tang Bin) · Csin Ce-vej (Jin Ziwei) · Hszi Aj-hua (Xi Aihua) · Csang Jang-jang (Zhang Yangyang)   | Nagy-Britannia (GBR) · Annie Vernon · Debbie Flood · Frances Houghton · Katherine Grainger                                   | Németország (GER) · Britta Oppelt · Manuela Lutze · Kathrin Boron · Stephanie Schiller                         |
| 2012, London részletek      | Ukrajna (UKR) · Katerina Taraszenko · Natalija Dovhogyko · Anasztaszija Kozsenkova · Jana Dementyjeva                    | Németország (GER) · Annekatrin Thiele · Carina Bär · Julia Richter · Britta Oppelt                                           | Egyesült Államok (USA) · Natalie Dell · Kara Kohler · Megan Kalmoe · Adrienne Martelli                         |
| 2016, Rio részletek         | Németország (GER) · Annekatrin Thiele · Carina Bär · Julia Lier · Lisa Schmidla                                          | Hollandia (NED) · Chantal Achterberg · Nicole Beukers · Inge Janssen · Carline Bouw                                          | Lengyelország (POL) · Maria Springwald · Joanna Leszczyńska · Agnieszka Kobus · Monika Ciaciuch                |
| 2020, Tokió részletek       | Kína (CHN) · Csen Jün-hszia (Chen Yunxia) · Csang Ling (Zhang Ling) · Lü Jang (Lü Yang) · Cuj Hsziao-tung (Cui Xiaotong) | Lengyelország (POL) · Agnieszka Kobus · Marta Wieliczko · Maria Sajdak · Katarzyna Zillmann                                  | Ausztrália (AUS) · Ria Thompson · Rowena Meredith · Harriet Hudson · Caitlin Cronin                            |

### Kormányos nélküli kettes
| Olimpia                     | Arany                                                    | Ezüst                                                                                        | Bronz                                                            |
| 1976, Montréal részletek    | Bulgária (BUL) · Szijka Kelbecseva · Sztojanka Grujcseva | NDK (GDR) · Angelika Noack · Sabine Dähne                                                    | NSZK (FRG) · Edith Eckbauer · Thea Einöder                       |
| 1980, Moszkva részletek     | NDK (GDR) · Ute Steindorf · Cornelia Klier               | Lengyelország (POL) · Malgorzata Dluzewska · Czeslawa Koscianska                             | Bulgária (BUL) · Szijka Barbulova · Sztojanka Kurbatova          |
| 1984, Los Angeles részletek | Románia (ROU) · Rodica Arba · Horváth Ilona              | Kanada (CAN) · Elizabeth Craig · Tricia Smith                                                | NSZK (FRG) · Ellen Becker · Iris Völkner                         |
| 1988, Szöul részletek       | Románia (ROU) · Rodica Arba · Olga Homeghi               | Bulgária (BUL) · Radka Sztojanova · Lalka Berberova                                          | Új-Zéland (NZL) · Nicola Payne · Lynley Hannen                   |
| 1992, Barcelona részletek   | Kanada (CAN) · Kathleen Heddle · Marnie McBean           | Németország (GER) · Ingeburg Schwerzmann · Stefani Werremeier                                | Egyesült Államok (USA) · Stephanie Maxwell-Pierson · Anna Seaton |
| 1996, Atlanta részletek     | Ausztrália (AUS) · Megan Still · Kate Slatter            | Egyesült Államok (USA) · Karen Kraft · Melissa Schwen                                        | Franciaország (FRA) · Christine Gosse · Helene Cortin            |
| 2000, Sydney részletek      | Románia (ROU) · Georgeta Damian · Doina Ignat            | Ausztrália (AUS) · Kate Slatter · Rachael Taylor                                             | Egyesült Államok (USA) · Karen Kraft · Melissa Ryan              |
| 2004, Athén részletek       | Románia (ROU) · Georgeta Damian · Viorica Susanu         | Nagy-Britannia (GBR) · Katherine Grainger · Cath Bishop                                      | Fehéroroszország (BLR) · Julija Bicsik · Natallja Helah          |
| 2008, Peking részletek      | Románia (ROU) · Georgeta Damian · Viorica Susanu         | Kína (CHN) · Vu Ju (Wu You) · Kao Jü-lan (Gao Yulan)                                         | Fehéroroszország (BLR) · Julija Bicsik · Natallja Helah          |
| 2012, London részletek      | Nagy-Britannia (GBR) · Helen Glover · Heather Stanning   | Ausztrália (AUS) · Kate Hornsey · Sarah Tait                                                 | Új-Zéland (NZL) · Juliette Haigh · Rebecca Scown                 |
| 2016, Rio részletek         | Nagy-Britannia (GBR) · Helen Glover · Heather Stanning   | Új-Zéland (NZL) · Genevieve Behrent · Rebecca Scown                                          | Dánia (DEN) · Hedvig Rasmussen · Anne Andersen                   |
| 2020, Tokió részletek       | Új-Zéland (NZL) · Grace Prendergast · Kerri Gowler       | Az Orosz Olimpiai Bizottság versenyzői (ROC) · Vaszilisza Sztyepanova · Jelena Orjabinszkaja | Kanada (CAN) · Caileigh Filmer · Hillary Janssens                |

### Kormányos nélküli négyes
| Olimpia                   | Arany                                                                                   | Ezüst                                                                                      | Bronz                                                                        |
| 1992, Barcelona részletek | Kanada (CAN) · Jennifer Barnes · Jessica Monroe · Brenda Taylor · Kay Worthington       | Egyesült Államok (USA) · Shelagh Donohoe · Cynthia Eckert · Carol Feeney · Amy Fuller      | Németország (GER) · Antje Frank · Annette Hohn · Gabriele Mehl · Birte Siech |
| 1996–2016                 | Nem szerepelt az olimpiai programban                                                    | Nem szerepelt az olimpiai programban                                                       | Nem szerepelt az olimpiai programban                                         |
| 2020, Tokió részletek     | Ausztrália (AUS) · Lucy Stephan · Rosemary Popa · Jessica Morrison · Annabelle McIntyre | Hollandia (NED) · Ellen Hogerwerf · Karolien Florijn · Ymkje Clevering · Veronique Meester | Írország (IRL) · Aifric Keogh · Eimear Lambe · Fiona Murtagh · Emily Hegarty |

### Nyolcas
| Olimpia                     | Arany | Ezüst | Bronz |
| 1976, Montréal részletek    | NDK (GDR) · Brigitte Ahrenholz · Henrietta Ebert · Viola Goretzki · Monika Kallies · Christiane Knetsch · Helma Lehmann · Irina Müller · Ilona Richter · Marina Wilke                      | Szovjetunió (URS) · Ljubov Talalajeva · Nagyezsda Roscsina · Klavdija Koženkova · Jelena Zubko · Olga Kolkova · Nelli Tarakanova · Nagyezsda Rozgon · Olga Guzenko · Olga Pugovszkaja            | Egyesült Államok (USA) · Carol Brown · Anita DeFrantz · Carie Graves · Marion Greig · Peggy McCarthy · Gail Ricketson · Lynn Silliman · Anne Warner · Jacqueline Zoch                                                                                             |
| 1980, Moszkva részletek     | NDK (GDR) · Martina Boesler · Christiane Knetsch-Köpke · Gabriele Lohs · Karin Metze · Kersten Neisser · Ilona Richter · Marita Sandig · Birgit Schütz · Marina Wilke                      | Szovjetunió (URS) · Nyina Frolova · Marija Pazjun · Olga Pivovarova · Nyina Preobrazsenszkaja · Nagyezsda Priscsepa · Tatyjana Sztecenko · Jelena Terejosina · Nyina Umanec · Valentyina Zsulina | Románia (ROU) · Angelica Aposteanu · Elena Bondar · Florica Bucur · Maria Constantinescu · Elena Dobritoiu · Rodica Frîntu · Ana Iliuta · Rodica Puscatu-Arba · Marlena Predescu-Zagoni                                                                           |
| 1984, Los Angeles részletek | Egyesült Államok (USA) · Betsy Beard · Carol Bower · Jeanne Flanagan · Carie Graves · Kathryn Keeler · Harriet Metcalf · Kristine Norelius · Shyril O'Steen · Kristen Thorsness            | Románia (ROU) · Mihaela Armasescu · Doina Șnep-Bălan · Adriana Bazon · Camelia Diaconescu · Józsa Ibolya · Aneta Mihaly · Aurora Plesca · Lucia Sauca · Marioara Trasca                          | Hollandia (NED) · Lynda Cornet · Marieke van Drogenbroek · Harriet van Ettekoven · Greet Hellemans · Nicolette Hellemans · Martha Laurijsen · Catharina Neelissen · Anne Quist · Wiljon Vaandrager                                                                |
| 1988, Szöul részletek       | NDK (GDR) · Ramona Balthasar · Kathrin Haacker · Anja Kluge · Daniela Neunast · Beatrix Schrör · Uta Stange · Annegret Strauch · Ute Wild · Judith Zeidler                                 | Románia (ROU) · Herta Anitas · Mihaela Armasescu · Doina Șnep-Bălan · Adriana Bazon · Olga Homeghi · Veronica Necula · Ecaterina Oancia · Rodica Puscatu · Marioara Trasca                       | Kína (CHN) · Han Ja-Csin · He Jan-ven · Hu Je-Tung · Li Zsun-Hua · Jang Hsziao · Csang Hsziang-Hua · Csang Je-Li · Csou Sou-jing · Csou Hsziu-Hua |
| 1992, Barcelona részletek   | Kanada (CAN) · Jennifer Barnes · Shannon Crawford · Megan Delehanty · Kathleen Heddle · Marnie McBean · Jessica Monroe · Brenda Taylor · Lesley Thompson · Kay Worthington                 | Románia (ROU) · Adriana Chelariu-Bazon · Iulia Bobeică · Elena Georgescu · Victoria Lepădatu · Viorica Neculai · Ioana Olteanu · Maria Păduraru · Doina Ciucanu-Robu · Doina Șnep-Bălan          | Németország (GER) · Sylvia Dördelmann · Kathrin Haacker · Christiane Harzendorf · Daniela Neunast · Cerstin Petersmann · Dana Pyritz · Ute Schell · Annegret Strauch · Judith Zeidler                                                                             |
| 1996, Atlanta részletek     | Románia (ROU) · Veronica Cochelea-Cogeanu · Liliana Gafencu · Elena Georgescu · Doina Ignat · Elisabeta Oleniuc-Lipă · Ioana Olteanu · Marioara Popescu · Doina Spircu · Anca Tanase       | Kanada (CAN) · Alison Korn · Theresa Luke · Maria Maunder · Heather McDermid · Jessica Monroe · Emma Robinson · Lesley Thompson · Tosha Tsang · Anna van der Kamp                                | Fehéroroszország (BLR) · Natallja Lavrinyenka · Aljakszandra Panykina · Natallja Volcsak · Tamara Davidzenka · Valjancina Szkrabatun · Alena Mikulics · Natallja Sztaszjuk · Marina Znak · Jaraszlava Pavlovics                                                   |
| 2000, Sydney részletek      | Románia (ROU) · Veronica Cochelea-Cogeanu · Georgeta Damian · Maria Dumitrache · Liliana Gafencu · Elena Georgescu · Doina Ignat · Elisabeta Oleniuc-Lipă · Ioana Olteanu · Viorica Susanu | Hollandia (NED) · Tessa Appeldoorn · Carin ter Beek · Pieta van Dishoeck · Elien Meijer · Eeke van Nes · Nelleke Penninx · Martijntje Quik · Anneke Venema · Marieke Westerhof                   | Kanada (CAN) · Buffy Alexander · Laryssa Biesenthal · Heather Davis · Alison Korn · Theresa Luke · Heather McDermid · Emma Robinson · Lesley Thompson · Dorota Urbaniak                                                                                           |
| 2004, Athén részletek       | Románia (ROU) · Aurica Bărăscu · Georgeta Damian · Rodica Florea · Liliana Gafencu · Elena Georgescu · Doina Ignat · Elisabeta Oleniuc-Lipă · Ioana Papuc · Viorica Susanu                 | Egyesült Államok (USA) · Alison Cox · Caryn Davies · Megan Dirkmaat · Kate Johnson · Laurel Korholz · Samantha Magee · Anna Mickelson-Cummins · Lianne Nelson · Mary Whipple                     | Hollandia (NED) · Annemiek de Haan · Hurnet Dekkers · Nienke Hommes · Annemarieke van Rumpt · Sarah Siegelaar · Marlies Smulders · Helen Tanger · Froukje Wegman · Ester Workel                                                                                   |
| 2008, Peking részletek      | Egyesült Államok (USA) · Erin Cafaro · Lindsay Shoop · Anna Goodale · Elle Logan · Anna Mickelson-Cummins · Francia Zsuzsanna · Caroline Lind · Caryn Davies · Mary Whipple                | Hollandia (NED) · Femke Dekker · Marlies Smulders · Nienke Kingma · Roline Repelaer van Driel · Annemarieke van Rumpt · Helen Tanger · Sarah Siegelaar · Annemiek de Haan · Ester Workel         | Románia (ROU) · Constanța Burcică-Pipotă · Viorica Susanu · Rodica Florea · Barabás Enikő · Simona Muşat · Ioana Papuc · Georgeta Damian · Doina Ignat · Elena Georgescu                                                                                          |
| 2012, London részletek      | Egyesült Államok (USA) · Erin Cafaro · Francia Zsuzsanna · Esther Lofgren · Taylor Ritzel · Meghan Musnicki · Eleanor Logan · Caroline Lind · Caryn Davies · Mary Whipple                  | Kanada (CAN) · Janine Hanson · Rachelle Viinberg · Krista Guloien · Lauren Wilkinson · Natalie Mastracci · Ashley Brzozowicz · Darcy Marquardt · Andreanne Morin · Lesley Thompson-Willie        | Hollandia (NED) · Jacobine Veenhoven · Nienke Kingma · Chantal Achterberg · Sytske de Groot · Roline Repelaer van Driel · Claudia Belderbos · Carline Bouw · Annemiek de Haan · Anne Schellekens                                                                  |
| 2016, Rio részletek         | Egyesült Államok (USA) · Emily Regan · Kerry Simmonds · Amanda Polk · Lauren Schmetterling · Tessa Gobbo · Meghan Musnicki · Eleanor Logan · Amanda Elmore · Katelin Snyder                | Nagy-Britannia (GBR) · Katie Greves · Melanie Wilson · Frances Houghton · Polly Swann · Jessica Eddie · Olivia Carnegie-Brown · Karen Bennett · Zoe Lee · Zoe De Toledo                          | Románia (ROU) · Roxana Cogianu · Ioana Strungaru · Milhaela Petrilă · Iuliana Popa · Mădălina Bereș · Laura Oprea · Adelina Boguș · Andreea Boghian · Daniela Druncea                                                                                             |
| 2020, Tokió részletek       | Kanada (CAN) · Susanne Grainger · Kasia Gruchalla-Wesierski · Madison Mailey · Sydney Payne · Andrea Proske · Lisa Roman · Christine Roper · Avalon Wasteneys · Kristen Kit (kormányos)    | Új-Zéland (NZL) · Ella Greenslade · Emma Dyke · Lucy Spoors · Kelsey Bevan · Grace Prendergast · Kerri Gowler · Beth Ross · Jackie Gowler · Caleb Shepherd (kormányos)                           | Kína (CHN) · Kuo Lin-lin (Guo Linlin) · Csü Zsuj (Ju Rui) · Li Csing-csing (Li Jingjing) · Miao Tien (Miao Tian) · Vang Ce-feng (Wang Zifeng) · Vang Jü-vej (Wang Yuwei) · Hszü Fej (Xu Fei) · Csang Min (Zhang Min) · Csang Tö-csang (Zhang Dechang) (kormányos) |

### Könnyűsúlyú kétpárevezős
| Olimpia                 | Arany                                                         | Ezüst                                                                      | Bronz                                                                |
| 1996, Atlanta részletek | Románia (ROU) · Constanța Burcică-Pipotă · Camelia Macoviciuc | Egyesült Államok (USA) · Teresa Z. Bell · Lindsay Burns                    | Ausztrália (AUS) · Virginia Lee · Rebecca Joyce                      |
| 2000, Sydney részletek  | Románia (ROU) · Constanța Burcică-Pipotă · Angela Alupei      | Németország (GER) · Valerie Viehoff · Claudia Blasberg                     | Egyesült Államok (USA) · Christine Collins · Sarah Garner            |
| 2004, Athén részletek   | Románia (ROU) · Constanța Burcică-Pipotă · Angela Alupei      | Németország (GER) · Daniela Reimer · Claudia Blasberg                      | Hollandia (NED) · Kirsten van der Kolk · Marit van Eupen             |
| 2008, Peking részletek  | Hollandia (NED) · Kirsten van der Kolk · Marit van Eupen      | Finnország (FIN) · Minna Nieminen · Sanna Stén                             | Kanada (CAN) · Tracy Cameron · Melanie Kok                           |
| 2012, London részletek  | Nagy-Britannia (GBR) · Katherine Copeland · Sophie Hosking    | Kína (CHN) · Hszü Tung-hsziang (Xu Dongxiang) · Huang Ven-ji (Huang Wenyi) | Görögország (GRE) · Hrisztína Jazidzídu · Alexándra Ciávu            |
| 2016, Rio részletek     | Hollandia (NED) · Ilse Paulis · Maaike Head                   | Kanada (CAN) · Lindsay Jennerich · Patricia Obee                           | Kína (CHN) · Huang Ven-ji (Huang Wenyi) · Pan Fej-hung (Pan Feihong) |
| 2020, Tokió részletek   | Olaszország (ITA) · Valentina Rodini · Federica Cesarini      | Franciaország (FRA) · Laura Tarantola · Claire Bové                        | Hollandia (NED) · Marieke Keijser · Ilse Paulis                      |

## Megszűnt versenyszámok

### Kormányos négyes
| Olimpia           | Arany | Ezüst                                                                                                 | Bronz |
| 1976, Montréal    | NDK (GDR) · Karin Metze · Bianka Schwede · Gabriele Lohs · Andrea Kurth · Sabine Heß                         | Bulgária (BUL) · Kapka Georgieva · Ginka Gjurova · Marijka Modeva · Liljana Vaszeva · Reni Jordanova  | Szovjetunió (URS) · Nagyezsda Szevosztyjanova · Ljudmila Krohina · Galina Misenyina · Anna Paszoha · Ligyija Krilova       |
| 1980, Moszkva     | NDK (GDR) · Silvia Fröhlich · Ramona Kapheim · Angelika Noack · Romy Saalfeld · Kirsten Wenzel               | Bulgária (BUL) · Nadezsda Filipova · Ginka Gjurova · Marijka Modeva · Rita Todorova · Iszkra Velinova | Szovjetunió (URS) · Nyina Cseremisina · Marija Fagyejeva · Szvetlana Szemjonova · Galina Szovetnyikova · Marina Sztudnyeva |
| 1984, Los Angeles | Románia (ROU) · Chira Apostol · Olga Homeghi-Bularda · Józsa Ibolya · Florica Lavric · Maria Tanasa-Fricioiu | Kanada (CAN) · Barbara Armbrust · Marilyn Brain · Angela Schneider · Lesley Thompson · Jane Tregunno  | Ausztrália (AUS) · Karen Brancourt · Susan Chapman · Margot Foster · Robyn Grey-Gardner · Susan Lee                        |
| 1988, Szöul       | NDK (GDR) · Gerlinde Doberschütz · Carola Hornig · Sylvia Rose · Birte Siech · Martina Walther               | Kína (CHN) · Hu Je-Tung · Li Zsung-Hua · Jang Hsziao · Csang Hsziang-Hua · Csou Sou-jing              | Románia (ROU) · Herta Anitas · Doina Șnep-Bălan · Veronica Necula · Ecaterina Oancia · Marioara Trasca                     |